# Cinchona glandulifera
Cinchona glandulifera là một loài thực vật có hoa trong họ Thiến thảo. Loài này được Ruiz & Pav. mô tả khoa học đầu tiên năm 1802.